# Макмари (Пенсилванија)
Макмари (енгл. McMurray) насељено је место без административног статуса у америчкој савезној држави Пенсилванија.

## Демографија
По попису из 2010. године број становника је 4.647, што је 79 (-1,7%) становника мање него 2000. године.
| Група             | 2000.         | 2010.         |
| Белци             | 4.603 (97,4%) | 4.482 (96,4%) |
| Афроамериканци    | 26 (0,6%)     | 32 (0,7%)     |
| Азијати           | 46 (1,0%)     | 38 (0,8%)     |
| Хиспаноамериканци | 34 (0,7%)     | 70 (1,5%)     |
| Укупно            | 4.726         | 4.647         |